# The Hills (Texas)
The Hills es una villa ubicada en el condado de Travis en el estado estadounidense de Texas. En el Censo de 2010 tenía una población de 2472 habitantes y una densidad poblacional de 881,3 personas por km².

## Geografía
The Hills se encuentra ubicada en las coordenadas 30°20′47″N 97°59′11″O / 30.34639, -97.98639. Según la Oficina del Censo de los Estados Unidos, The Hills tiene una superficie total de 2.8 km², de la cual 2.8 km² corresponden a tierra firme y (0%) 0 km² es agua.

## Demografía
Según el censo de 2010, había 2472 personas residiendo en The Hills. La densidad de población era de 881,3 hab./km². De los 2472 habitantes, The Hills estaba compuesto por el 94.05% blancos, el 1.5% eran afroamericanos, el 0.77% eran amerindios, el 2.1% eran asiáticos, el 0% eran isleños del Pacífico, el 0.65% eran de otras razas y el 0.93% pertenecían a dos o más razas. Del total de la población el 6.39% eran hispanos o latinos de cualquier raza.

## Educación
El Distrito Escolar Independiente de Lake Travis gestiona escuelas públicas.